# Kaltenstauden
Kaltenstauden ist ein Gemeindeteil der Gemeinde Guttenberg im Landkreis Kulmbach (Oberfranken, Bayern). Kaltenstauden liegt in der Gemarkung Guttenberg.

## Geografie
Der Weiler liegt in Hanglage einer bewaldeten Erhebung (612 m ü. NHN, 0,5 km östlich), die zu den Ausläufern des Frankenwaldes zählt. Eine Gemeindeverbindungsstraße führt nach Torschenknock (0,5 km südwestlich) bzw. nach Möhrenreuth (0,5 km nördlich).

## Geschichte
1427 wurde ein „Feld vor dem Puch unter der kalten Stauden“ namentlich erwähnt.
Gegen Ende des 18. Jahrhunderts bestand Kaltenstauden aus vier Anwesen. Das Hochgericht übte das Burggericht Guttenberg aus. Es hatte ggf. an das bambergische Centamt Marktschorgast auszuliefern. Grundherren waren das Burggericht Guttenberg (1 Gütlein, 1 Haus) und das Rittergut Schlößlein (1 Gütlein, 1 Haus).
Mit dem Gemeindeedikt wurde Kaltenstauden dem 1812 gebildeten Steuerdistrikt Guttenberg und der im selben Jahr gebildeten Gemeinde Guttenberg zugewiesen.

### Einwohnerentwicklung
| Jahr      | 001818 | 001819 | 001861 | 001871 | 001885 | 001900 | 001925 | 001950 | 001961 | 001970 | 001987 |
| Einwohner |        | 21     | 31     | 30     | 36     | 32     | 25     | 22     | 25     | 17     | 17     |
| Häuser    | 5      |        |        |        | 5      | 5      | 4      | 4      | 6      |        | 3      |
| Quelle    | [ 7 ]  | [ 9 ]  | [ 10 ] | [ 11 ] | [ 12 ] | [ 13 ] | [ 14 ] | [ 15 ] | [ 16 ] | [ 17 ] | [ 1 ]  |

## Religion
Kaltenstauden ist seit der Reformation gemischt konfessionell. Die Katholiken sind nach St. Jakobus der Jüngere (Guttenberg) gepfarrt, die Protestanten nach St. Georg (Guttenberg).